# Palais Dauerbach

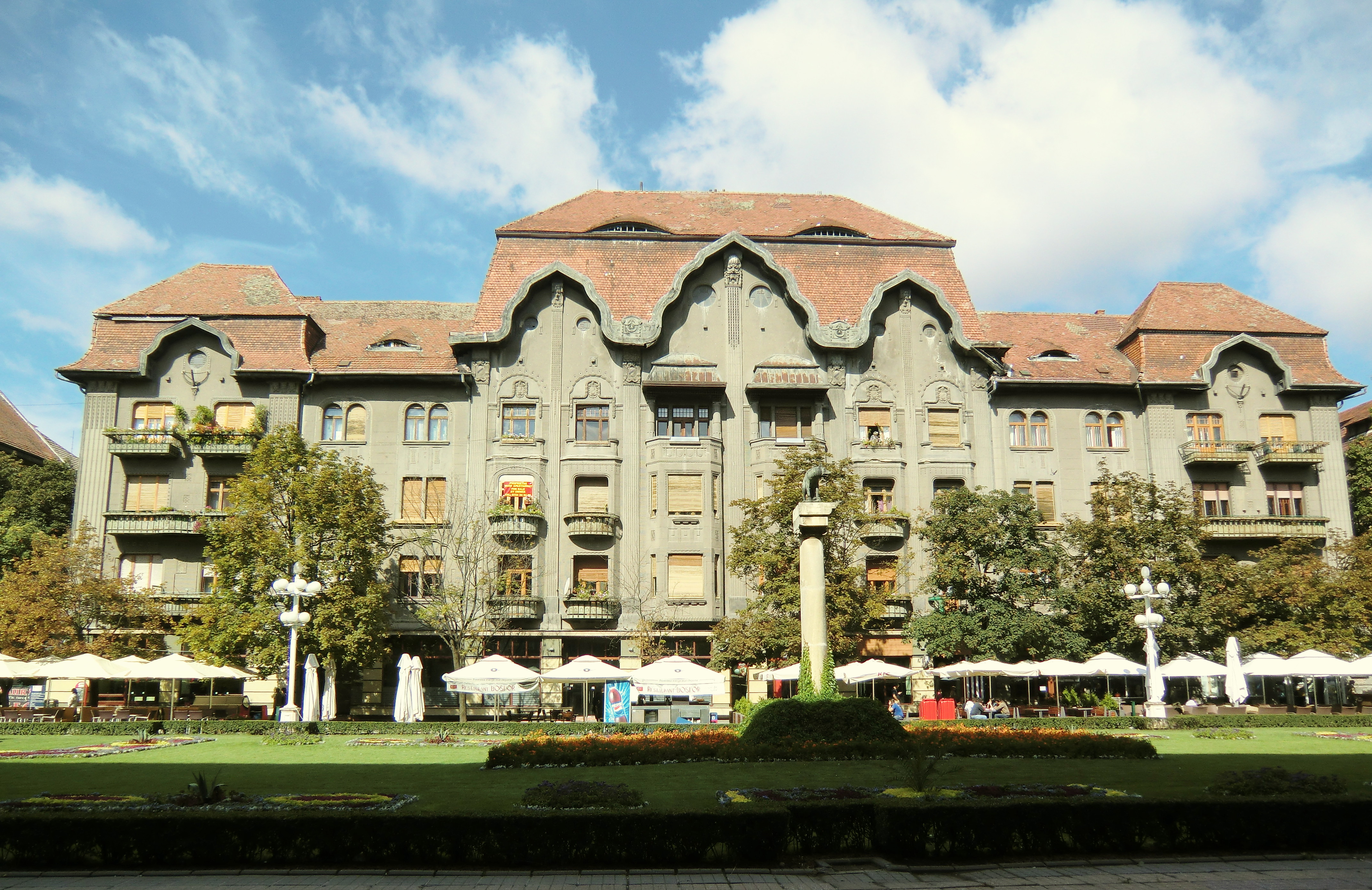
Dauerbachpalais 2010

Dauerbachpalais 2002

Das Palais Dauerbach (rumänisch Palatul Dauerbach), auch Palace, ist ein dreistöckiges denkmalgeschütztes Gebäude an der Piața Victoriei der westrumänischen Stadt Timișoara.

## Geschichte
Das Palais wurde zwischen 1911 und 1913 als Wohnhaus nach den Plänen László Székelys für Georg Dauerbach auf einem 1240 m² großen Grundstück erbaut, welches von der Stadtverwaltung für 250.000 Koruna erworben wurde. Das eindrucksvolle Gebäude hat eine hohe, dunkle Fassade in eklektizistischem Baustil mit Elementen des Barocks und des Jugendstils (Wiener Secession) mit abgesetzten Keramikarbeiten, und dominiert die Gebäudereihe.
Das dreistöckige Gebäude mit Mittel- und Seitenrisaliten hat eine fünfteilige Fassade mit einem geschwungenen Dachstuhl. Die Fassade wird durch Putzsäulen gegliedert, die sechs Fensterachsen und eine mittige Balkonachse begrenzen.
Im Parterre befinden sich seit den Anfangsjahren ein Café und ein Restaurant. Der erste Mieter war Henric Berger, welcher sich mit der Stadtverwaltung in Bezug auf die Nutzung der Außenfläche, die Anordnung der Tische und Stühle sowie die Größe der Sonnenschirme einigte. Das Palace war für lange Zeit eines der schönsten und elegantesten Restaurants der Stadt und war besonders wegen seiner musikalischen Aufführungen innerhalb der Jugend der Stadt in der ersten Hälfte des 20. Jahrhunderts sehr populär. An einer Ecke des Gebäudes wird seit den frühen Tagen eine Apotheke betrieben. Nach dem Zweiten Weltkrieg wurde das Restaurant geschlossen und als Lagerraum genutzt. Das Restaurant Palace wurde in den späten 1960er Jahren wiedereröffnet. Hier wurde auch eine Spielhalle betrieben, allerdings wurde das Etablissement in den Folgejahren wieder geschlossen.
Das Gebäude kam vor dem Zweiten Weltkrieg in den Besitz der Palace Aktiengesellschaft und wurde danach verstaatlicht. Da zu diesem Zeitpunkt eine Aktiengesellschaft der Besitzer war und die Aktionäre nicht alle Mitglieder einer Familie waren, haben die Erben kein Recht auf Rückerstattung des Gebäudes, sondern nur auf Entschädigung. Trotzdem meldeten sich immer mehr Erben und zogen vor Gericht, wo sich das Verfahren hinauszögert. Die im Parterre des Gebäudes ansässigen Handelsgesellschaften haben Interesse am Erwerb der Räumlichkeiten bekundet, was jedoch ohne endgültiges Gerichtsurteil zu den Eigentumsverhältnissen nicht möglich ist. Es wird erwartet, dass sich das Verfahren weiter hinauszögert.